# Powick
Powick – wieś w Anglii, w hrabstwie Worcestershire, w dystrykcie Malvern Hills. Leży 4 km na południowy zachód od miasta Worcester i 163 km na północny zachód od Londynu.